# Kanton Riaillé
Riaillé is een voormalig kanton van het Franse departement Loire-Atlantique. Het kanton maakte deel uit van het arrondissement Ancenis. Het werd opgeheven bij decreet van 25 februari 2014 met uitwerking op 22 maart 2015.

## Gemeenten
Het kanton Riaillé omvatte de volgende gemeenten:
- Joué-sur-Erdre
- Pannecé
- Riaillé (hoofdplaats)
- Teillé
- Trans-sur-Erdre